# Chilodes obscura
Chilodes obscura är en fjärilsart som beskrevs av Alfred Ernest Wileman 1911. Chilodes obscura ingår i släktet Chilodes och familjen nattflyn. Inga underarter finns listade i Catalogue of Life.